# Алгонкінські мови

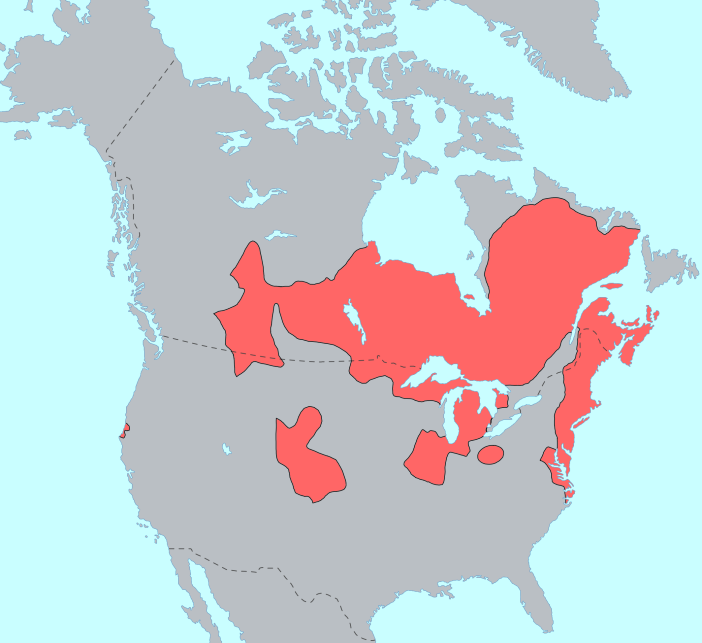
Територія історичного розповсюдження алгонкінських мов

Алгонкінські мови (англ. Algonquian, Algonkian) — підродина в складі алґських мов, одне з найбільших мовних об'єднань Північної Америки, що займає майже весь схід і центр Канади, а також район навколо Великих озер (крім ірокезького регіону) та північну частину атлантичного узбережжя США. Загальна кількість мовців алгонкінських мов — понад 190 тисяч осіб. У той час як в США ця кількість скорочується (18 079 осіб в 1970 р і приблизно 13 тисяч у віці 5 років та вище в 1990 р.), в Канаді вона неухильно зростає: 99 120 осіб в 1981 р, приблизно 150 тисяч у 1991 році, 171 600 осіб в 2001 році і 180 955 осіб в 2006 році.
Територія розселення мовців алгонкінських мов простягається від східного берега Північної Америки до Скелястих гір. Прото-алгонкінська мова, від якої походять усі алгонкінські, була у вжитку 2500-3000 років тому. Достеменно невідомо, на якій саме території нею розмовляли.

## Класифікація
У число алгонкінських входять 43 мови. У класифікації І. Годдарда 1995 року алгонкінські мови поділяються на 10 гілок:
- 1. гілка крі-монтаньє:
  - група крі: рівнинна крі (з діалектом північна рівнинна крі), мічиф, лісова крі, західна болотяна крі, східна болотяна крі (з діалектом крі річки Мус), атікамек
  - група монтаньє-наскапі: східна крі (з північним та південним береговими діалектами та внутрішньоматериковим східним діалектом), монтаньє, наскапі
- 2. оджибвейська гілка:
  - група північних оджибвейських мов: оджибве річки Северн (також відома як оджи-крі, зі східним та західним діалектами) та північна алгонкін
  - група південних оджибвейських мов: сото (з діалектом сото провінції Онтаріо), центрально-південна оджибве (з діалектами: північна оджибве, північна оджибве озера Верхнього, північно-західна оджибве, південно-західна оджибве та західна алгонкін), східна оджибве, алгонкінська мова (яка дала назву всій групі), оттава
  - група потаватомі: потаватомі
- 3. східна гілка:
  - група мікмак: мікмак
  - абенакська група: східноабенакська мова, або абенакі-пенобскот, західноабенакська мова, малесит-пассамакводді
  - група етчемін: †етчемін
  - група півдня Нової Англії: †массачусет-наррагансет (вампаноаг), †лу, †мохеган-пекот (мхеган, пекот, найантік і †монток), †куїріпі-ункечог
  - делаварська група: †могіканська (махікан), делаварська мова (мунсі з діалектами мунсі та уоппінджер і †унамі (ленап) з діалектами північний унамі, південний унамі та уналачтіго)
  - група нантікок-коной: †піскатауей (нантікок-коной, нантікок-піскатауей)
  - група віргінських алгонкінських мов: †поухатан (поватан, віргінська алгонкінська)
  - група каролінських алгонкінських мов: †каролінська алгонкінська, або памліко, нині відома як †ламбі (або кроатан, нащадок памліко)
- 4. меноміні
- 5. †маямі-іллінойс
- 6. гілка сок-фокс-кікапу:
  - група кікапу: кікапу
  - група сок-фокс: сок-фокс (сок і мескуакі)
- 7. шоні (шауні)
- 8. арапахська гілка:
  - група арапахо-гро-вантр: арапахо, гро-вантр (аціна), бесавунена пом.
  - група наватінехена: наватінехена пом.
- 9. блекфут, або мова «чорноногих» (сіксіка)
- 10. шеєнська (чейєнн)

Раніше використовувалася простіша класифікація, відповідно до якої алгонкінські мови ділилися на три групи — східні, центральні та рівнинні (західні).

## Граматичні особливості
Алгонкінські мови відомі своєю полісинтетичною морфологією та розвиненою системою дієслів. Іноді одне слово може означати ціле речення, наприклад (мова меноміні): paehtāwāēwesew «Його почули вищі сили», або (рівнинний крі) kāstāhikoyahk «Це нас лякає».
Алгонкінські іменники граматично поділяються та ті, що позначають істот і неістот. Іншою особливістю іменників є поділ на проксимативні та обвіативні. Обвіативні використовуються для позначення об'єктів, які є головною темою обговорення, а обвіативні — для менш суттєвих речей чи істот.
Займенники розрізняють три особи, однину і множину, включний і виключний варіанти слова «ми», та проксимативність/обвіативність у третій особі.